# Aeternus
Aeternus es una banda de death metal fundada en 1993 por el vocalista y guitarrista Ronny Hovland (alias Ares) y el batería Erik Heggernes (alias Vrolok) en Bergen, Noruega.

## Biografía
En 1997 publicaron su primer álbum de larga duración, Beyond the Wandering Moon, por Hammerheart Records, y realizaron una gira con las bandas de black metal Emperor y Limbonic Art. Su segundo álbum, ...And So the Night Became, fue publicado en distintos formatos, y fue promocionado con una gira junto a Deicide. En 1999, se unió a la banda el guitarrista Radek, y su sonido pasó de ser black a death metal en su siguiente álbum, Shadows of Old. La bajista Morrigan dejó la banda en 2001, y la banda grabó poco después Ascension of Terror. A comienzos de 2006, Vrolok fue sustituido por S. Winter, pero en septiembre de 2007, abandonó el grupo, y la reemplazó Terris.

## Miembros
- Ronny Hovland  (alias Ares) - guitarra y voz (1993-actualidad)
- Ørjan Nordvik (alias V'Gandr) - bajo (2001-actualidad)
- Dreggen - guitarra (2005-actualidad)
- Terris - batería (2007-actualidad)

## Discografía
Álbumes de estudio
- 1997: Beyond the Wandering Moon
- 1998: ...and So the Night Became
- 1999: Shadows of Old
- 2001: Ascension of Terror
- 2003: A Darker Monument
- 2006: HeXaeon
- 2013: ...And The Seventh His Soul Detesteth

EP
- 1995: Dark Sorcery
- 1998: Dark Rage

Álbumes recopilatorios
- 2000: Burning the Shroud

Demos
- 1994: Walk My Path
- 2002: Demo 2002